# ناحیه نگر
ناحیه نگر (به انگلیسی: Nagar District) یک منطقهٔ مسکونی در پاکستان است که در گلگت-بلتستان واقع شده‌است. ناحیه نگر ۲٬۶۸۸ متر بالاتر از سطح دریا واقع شده‌است.